# Liste der Nummer-eins-Hits in den USA (2013)
Dies ist eine Liste der Nummer-eins-Hits in den von Billboard ermittelten Charts in den USA (Hot 100) im Jahr 2013. In diesem Jahr gab es elf Nummer-eins-Singles.
Seit dem 2. März 2013 fließen auch die Streaming-Daten (z. B. YouTube) in die Wertung mit ein.

## Singles
| ← 2012 ← | Liste der Nummer-eins-Hits in den USA | Liste der Nummer-eins-Hits in den USA    | Liste der Nummer-eins-Hits in den USA                                                                              | 2014 →                    |
| \| Zeitraum \| Wo. ges. \| Interpret \| Titel Autor(en) \| Zusätzliche Informationen \| \| (Zeitraum, Wochen auf Platz eins, Interpret, Titel, Autor[en], zusätzliche Informationen) \| \| \| \| \| \| ----------------------------------------------------------------------------------------- \| -------- \| ---------------------------------------- \| ---------------------------------------------------------------------------------------------------------------------- \| ------------------------- \| \| 22. Dezember 2012 – 1. Februar 2013 6 Wochen (insgesamt 6) \| 6 \| Bruno Mars \| Locked Out of Heaven[2] The Smeezingtons, Mark Ronson, Jeff Bhasker, Emile Haynie \| – \| \| 2. Februar 2013 – 1. März 2013 4 Wochen (insgesamt 6) \| 6 \| Macklemore & Ryan Lewis feat. Wanz \| Thrift Shop[3] Ben Haggerty, Ryan Lewis \| – \| \| 2. März 2013 – 5. April 2013 5 Wochen (insgesamt 5) \| 5 \| Baauer \| Harlem Shake[4] Harry Rodrigues \| – \| \| 6. April 2013 – 19. April 2013 2 Wochen (insgesamt 6) \| 6 \| Macklemore & Ryan Lewis feat. Wanz \| Thrift Shop Ben Haggerty, Ryan Lewis \| – \| \| 20. April 2013 – 26. April 2013 1 Woche (insgesamt 1) \| 1 \| Bruno Mars \| When I Was Your Man[5] Bruno Mars, Philip Lawrence, Ari Levine, Andrew Wyatt \| – \| \| 27. April 2013 – 17. Mai 2013 3 Wochen (insgesamt 3) \| 3 \| Pink feat. Nate Ruess \| Just Give Me a Reason[6] Pink, Jeff Bhasker, Nate Ruess \| – \| \| 18. Mai 2013 – 21. Juni 2013 5 Wochen (insgesamt 5) \| 5 \| Macklemore & Ryan Lewis feat. Ray Dalton \| Can’t Hold Us[7] Ben Haggerty, Ryan Lewis, Ray Dalton \| – \| \| 22. Juni 2013 – 13. September 2013 12 Wochen (insgesamt 12) \| 12 \| Robin Thicke feat. T.I. & Pharrell \| Blurred Lines[8] Robin Thicke, Pharrell Williams, Clifford Harris, Jr., Marvin Gaye \| – \| \| 14. September 2013 – 27. September 2013 2 Wochen (insgesamt 2) \| 2 \| Katy Perry \| Roar[9] Katy Perry, Lukasz Gottwald, Max Martin, Bonnie McKee, Henry Walter \| – \| \| 28. September 2013 – 11. Oktober 2013 2 Wochen (insgesamt 3) \| 3 \| Miley Cyrus \| Wrecking Ball[10] MoZella, Stephan Moccio, Sacha Skarbek, Lukasz Gottwald, Henry Russell Walter \| – \| \| 12. Oktober 2013 – 13. Dezember 2013 9 Wochen (insgesamt 9) \| 9 \| Lorde \| Royals[11] Lorde, Joel Little \| – \| \| 14. Dezember 2013 – 20. Dezember 2013 1 Woche (insgesamt 3) \| 3 \| Miley Cyrus \| Wrecking Ball MoZella, Stephan Moccio, Sacha Skarbek, Lukasz Gottwald, Henry Russell Walter \| – \| \| 21. Dezember 2013 – 11. Januar 2014 3 Wochen (insgesamt 3) \| 3 \| Eminem feat. Rihanna \| The Monster[12] Marshall Mathers, Bryan Fryzel, Bebe Rexha, Aaron Kleinstub, Maki Athanasiou, Robyn Fenty, Jon Bellion \| – \| |                                       |                                          | |                           |
| ← 2012 |                                       |                                          | | → 2014 →                  |
| Zeitraum | Wo. ges.                              | Interpret                                | Titel Autor(en) | Zusätzliche Informationen |
| (Zeitraum, Wochen auf Platz eins, Interpret, Titel, Autor[en], zusätzliche Informationen) |                                       |                                          | |                           |
| 22. Dezember 2012 – 1. Februar 2013 6 Wochen (insgesamt 6) | 6                                     | Bruno Mars                               | Locked Out of Heaven The Smeezingtons, Mark Ronson, Jeff Bhasker, Emile Haynie                                     | –                         |
| 2. Februar 2013 – 1. März 2013 4 Wochen (insgesamt 6) | 6                                     | Macklemore & Ryan Lewis feat. Wanz       | Thrift Shop Ben Haggerty, Ryan Lewis                                                                               | –                         |
| 2. März 2013 – 5. April 2013 5 Wochen (insgesamt 5) | 5                                     | Baauer                                   | Harlem Shake Harry Rodrigues                                                                                       | –                         |
| 6. April 2013 – 19. April 2013 2 Wochen (insgesamt 6) | 6                                     | Macklemore & Ryan Lewis feat. Wanz       | Thrift Shop Ben Haggerty, Ryan Lewis                                                                               | –                         |
| 20. April 2013 – 26. April 2013 1 Woche (insgesamt 1) | 1                                     | Bruno Mars                               | When I Was Your Man Bruno Mars, Philip Lawrence, Ari Levine, Andrew Wyatt                                          | –                         |
| 27. April 2013 – 17. Mai 2013 3 Wochen (insgesamt 3) | 3                                     | Pink feat. Nate Ruess                    | Just Give Me a Reason Pink, Jeff Bhasker, Nate Ruess                                                               | –                         |
| 18. Mai 2013 – 21. Juni 2013 5 Wochen (insgesamt 5) | 5                                     | Macklemore & Ryan Lewis feat. Ray Dalton | Can’t Hold Us Ben Haggerty, Ryan Lewis, Ray Dalton                                                                 | –                         |
| 22. Juni 2013 – 13. September 2013 12 Wochen (insgesamt 12) | 12                                    | Robin Thicke feat. T.I. & Pharrell       | Blurred Lines Robin Thicke, Pharrell Williams, Clifford Harris, Jr., Marvin Gaye                                   | –                         |
| 14. September 2013 – 27. September 2013 2 Wochen (insgesamt 2) | 2                                     | Katy Perry                               | Roar Katy Perry, Lukasz Gottwald, Max Martin, Bonnie McKee, Henry Walter                                           | –                         |
| 28. September 2013 – 11. Oktober 2013 2 Wochen (insgesamt 3) | 3                                     | Miley Cyrus                              | Wrecking Ball MoZella, Stephan Moccio, Sacha Skarbek, Lukasz Gottwald, Henry Russell Walter                        | –                         |
| 12. Oktober 2013 – 13. Dezember 2013 9 Wochen (insgesamt 9) | 9                                     | Lorde                                    | Royals Lorde, Joel Little                                                                                          | –                         |
| 14. Dezember 2013 – 20. Dezember 2013 1 Woche (insgesamt 3) | 3                                     | Miley Cyrus                              | Wrecking Ball MoZella, Stephan Moccio, Sacha Skarbek, Lukasz Gottwald, Henry Russell Walter                        | –                         |
| 21. Dezember 2013 – 11. Januar 2014 3 Wochen (insgesamt 3) | 3                                     | Eminem feat. Rihanna                     | The Monster Marshall Mathers, Bryan Fryzel, Bebe Rexha, Aaron Kleinstub, Maki Athanasiou, Robyn Fenty, Jon Bellion | –                         |

## Alben
| ← 2012 ← | Liste der Nummer-eins-Alben in den USA | Liste der Nummer-eins-Alben in den USA | Liste der Nummer-eins-Alben in den USA                        | 2014 →                    |
| \| Zeitraum \| Wo. ges. \| Interpret \| Titel \| Zusätzliche Informationen \| \| (Zeitraum, Wochen auf Platz eins, Interpret, Titel, zusätzliche Informationen) \| \| \| \| \| \| ------------------------------------------------------------------------------ \| -------- \| ---------------------------------- \| ----------------------------------------------------------------- \| ------------------------- \| \| 29. Dezember 2012 – 18. Januar 2013 3 Wochen (insgesamt 7) \| 7 \| Taylor Swift \| Red[13] \| – \| \| 19. Januar 2013 – 25. Januar 2013 1 Woche (insgesamt 1) \| 1 \| Original Motion Picture Soundtrack \| Les Misérables: Highlights from the Motion Picture Soundtrack[14] \| – \| \| 26. Januar 2013 – 1. Februar 2013 1 Woche (insgesamt 1) \| 1 \| Chris Tomlin \| Burning Lights[15] \| – \| \| 2. Februar 2013 – 8. Februar 2013 1 Woche (insgesamt 1) \| 1 \| A$AP Rocky \| Long.Live.A$AP[16] \| – \| \| 9. Februar 2013 – 15. Februar 2013 1 Woche (insgesamt 1) \| 1 \| Gary Allan \| Set You Free[17] \| – \| \| 16. Februar 2013 – 22. Februar 2013 1 Woche (insgesamt 1) \| 1 \| Justin Bieber \| Believe Acoustic[18] \| – \| \| 23. Februar 2013 – 1. März 2013 1 Woche (insgesamt 1) \| 1 \| Josh Groban \| All That Echoes[19] \| – \| \| 2. März 2013 – 15. März 2013 2 Wochen (insgesamt 2) \| 2 \| Mumford & Sons \| Babel[20] \| – \| \| 16. März 2013 – 22. März 2013 1 Woche (insgesamt 1) \| 1 \| Bruno Mars \| Unorthodox Jukebox[21] \| – \| \| 23. März 2013 – 29. März 2013 1 Woche (insgesamt 1) \| 1 \| Luke Bryan \| Spring Break…Here to Party[22] \| – \| \| 30. März 2013 – 5. April 2013 1 Woche (insgesamt 1) \| 1 \| Bon Jovi \| What About Now[23] \| – \| \| 6. April 2013 – 26. April 2013 3 Wochen (insgesamt 3) \| 3 \| Justin Timberlake \| The 20/20 Experience[24] \| – \| \| 27. April 2013 – 3. Mai 2013 1 Woche (insgesamt 1) \| 1 \| Paramore \| Paramore[25] \| – \| \| 4. Mai 2013 – 10. Mai 2013 1 Woche (insgesamt 1) \| 1 \| Fall Out Boy \| Save Rock and Roll[26] \| – \| \| 11. Mai 2013 – 17. Mai 2013 1 Woche (insgesamt 1) \| 1 \| Michael Bublé \| To Be Loved[27] \| – \| \| 18. Mai 2013 – 24. Mai 2013 1 Woche (insgesamt 1) \| 1 \| Kenny Chesney \| Life on a Rock[28] \| – \| \| 25. Mai 2013 – 31. Mai 2013 1 Woche (insgesamt 1) \| 1 \| Lady Antebellum \| Golden[29] \| – \| \| 1. Juni 2013 – 7. Juni 2013 1 Woche (insgesamt 1) \| 1 \| Vampire Weekend \| Modern Vampires of the City[30] \| – \| \| 8. Juni 2013 – 21. Juni 2013 2 Wochen (insgesamt 2) \| 2 \| Daft Punk \| Random Access Memories[31] \| – \| \| 22. Juni 2013 – 28. Juni 2013 1 Woche (insgesamt 1) \| 1 \| Queens of the Stone Age \| …Like Clockwork[32] \| – \| \| 29. Juni 2013 – 5. Juli 2013 1 Woche (insgesamt 1) \| 1 \| Black Sabbath \| 13[33] \| – \| \| 6. Juli 2013 – 12. Juli 2013 1 Woche (insgesamt 1) \| 1 \| Kanye West \| Yeezus[34] \| – \| \| 13. Juli 2013 – 19. Juli 2013 1 Woche (insgesamt 1) \| 1 \| Wale \| The Gifted[35] \| – \| \| 20. Juli 2013 – 26. Juli 2013 1 Woche (insgesamt 1) \| 1 \| J. Cole \| Born Sinner[36] \| – \| \| 27. Juli 2013 – 9. August 2013 2 Wochen (insgesamt 2) \| 2 \| Jay-Z \| Magna Carta Holy Grail[37] \| – \| \| 10. August 2013 – 16. August 2013 1 Woche (insgesamt 1) \| 1 \| Selena Gomez \| Stars Dance[38] \| – \| \| 17. August 2013 – 23. August 2013 1 Woche (insgesamt 1) \| 1 \| Robin Thicke \| Blurred Lines[39] \| – \| \| 24. August 2013 – 30. August 2013 1 Woche (insgesamt 1) \| 1 \| The Civil Wars \| The Civil Wars[40] \| – \| \| 31. August 2013 – 13. September 2013 2 Wochen (insgesamt 2) \| 2 \| Luke Bryan \| Crash My Party[41] \| – \| \| 14. September 2013 – 20. September 2013 1 Woche (insgesamt 1) \| 1 \| Avenged Sevenfold \| Hail to the King[42] \| – \| \| 21. September 2013 – 27. September 2013 1 Woche (insgesamt 1) \| 1 \| Ariana Grande \| Yours Truly[43] \| – \| \| 28. September 2013 – 4. Oktober 2013 1 Woche (insgesamt 1) \| 1 \| Keith Urban \| Fuse[44] \| – \| \| 5. Oktober 2013 – 11. Oktober 2013 1 Woche (insgesamt 1) \| 1 \| Jack Johnson \| From Here to Now to You[45] \| – \| \| 12. Oktober 2013 – 18. Oktober 2013 1 Woche (insgesamt 1) \| 1 \| Drake \| Nothing Was the Same[46] \| – \| \| 19. Oktober 2013 – 25. Oktober 2013 1 Woche (insgesamt 1) \| 1 \| Justin Timberlake \| The 20/20 Experience – 2 of 2[47] \| – \| \| 26. Oktober 2013 – 1. November 2013 1 Woche (insgesamt 1) \| 1 \| Miley Cyrus \| Bangerz[48] \| – \| \| 2. November 2013 – 8. November 2013 1 Woche (insgesamt 1) \| 1 \| Pearl Jam \| Lightning Bolt[49] \| – \| \| 9. November 2013 – 15. November 2013 1 Woche (insgesamt 1) \| 1 \| Katy Perry \| Prism[50] \| – \| \| 16. November 2013 – 22. November 2013 1 Woche (insgesamt 1) \| 1 \| Arcade Fire \| Reflektor[51] \| – \| \| 23. November 2013 – 29. November 2013 1 Woche (insgesamt 1) \| 1 \| Eminem \| The Marshall Mathers LP 2[52] \| – \| \| 30. November 2013 – 6. Dezember 2013 1 Woche (insgesamt 1) \| 1 \| Lady Gaga \| Artpop[53] \| – \| \| 7. Dezember 2013 – 13. Dezember 2013 1 Woche (insgesamt 2) \| 2 \| Eminem \| The Marshall Mathers LP 2 \| – \| \| 14. Dezember 2013 – 20. Dezember 2013 1 Woche (insgesamt 1) \| 1 \| One Direction \| Midnight Memories[54] \| – \| \| 21. Dezember 2013 – 27. Dezember 2013 1 Woche (insgesamt 1) \| 1 \| Garth Brooks \| Blame It All on My Roots: Five Decades of Influences[55] \| – \| |                                        |                                        |                                                               |                           |
| ← 2012 |                                        |                                        |                                                               | → 2014 →                  |
| Zeitraum | Wo. ges.                               | Interpret                              | Titel                                                         | Zusätzliche Informationen |
| (Zeitraum, Wochen auf Platz eins, Interpret, Titel, zusätzliche Informationen) |                                        |                                        |                                                               |                           |
| 29. Dezember 2012 – 18. Januar 2013 3 Wochen (insgesamt 7) | 7                                      | Taylor Swift                           | Red                                                           | –                         |
| 19. Januar 2013 – 25. Januar 2013 1 Woche (insgesamt 1) | 1                                      | Original Motion Picture Soundtrack     | Les Misérables: Highlights from the Motion Picture Soundtrack | –                         |
| 26. Januar 2013 – 1. Februar 2013 1 Woche (insgesamt 1) | 1                                      | Chris Tomlin                           | Burning Lights                                                | –                         |
| 2. Februar 2013 – 8. Februar 2013 1 Woche (insgesamt 1) | 1                                      | A$AP Rocky                             | Long.Live.A$AP                                                | –                         |
| 9. Februar 2013 – 15. Februar 2013 1 Woche (insgesamt 1) | 1                                      | Gary Allan                             | Set You Free                                                  | –                         |
| 16. Februar 2013 – 22. Februar 2013 1 Woche (insgesamt 1) | 1                                      | Justin Bieber                          | Believe Acoustic                                              | –                         |
| 23. Februar 2013 – 1. März 2013 1 Woche (insgesamt 1) | 1                                      | Josh Groban                            | All That Echoes                                               | –                         |
| 2. März 2013 – 15. März 2013 2 Wochen (insgesamt 2) | 2                                      | Mumford & Sons                         | Babel                                                         | –                         |
| 16. März 2013 – 22. März 2013 1 Woche (insgesamt 1) | 1                                      | Bruno Mars                             | Unorthodox Jukebox                                            | –                         |
| 23. März 2013 – 29. März 2013 1 Woche (insgesamt 1) | 1                                      | Luke Bryan                             | Spring Break…Here to Party                                    | –                         |
| 30. März 2013 – 5. April 2013 1 Woche (insgesamt 1) | 1                                      | Bon Jovi                               | What About Now                                                | –                         |
| 6. April 2013 – 26. April 2013 3 Wochen (insgesamt 3) | 3                                      | Justin Timberlake                      | The 20/20 Experience                                          | –                         |
| 27. April 2013 – 3. Mai 2013 1 Woche (insgesamt 1) | 1                                      | Paramore                               | Paramore                                                      | –                         |
| 4. Mai 2013 – 10. Mai 2013 1 Woche (insgesamt 1) | 1                                      | Fall Out Boy                           | Save Rock and Roll                                            | –                         |
| 11. Mai 2013 – 17. Mai 2013 1 Woche (insgesamt 1) | 1                                      | Michael Bublé                          | To Be Loved                                                   | –                         |
| 18. Mai 2013 – 24. Mai 2013 1 Woche (insgesamt 1) | 1                                      | Kenny Chesney                          | Life on a Rock                                                | –                         |
| 25. Mai 2013 – 31. Mai 2013 1 Woche (insgesamt 1) | 1                                      | Lady Antebellum                        | Golden                                                        | –                         |
| 1. Juni 2013 – 7. Juni 2013 1 Woche (insgesamt 1) | 1                                      | Vampire Weekend                        | Modern Vampires of the City                                   | –                         |
| 8. Juni 2013 – 21. Juni 2013 2 Wochen (insgesamt 2) | 2                                      | Daft Punk                              | Random Access Memories                                        | –                         |
| 22. Juni 2013 – 28. Juni 2013 1 Woche (insgesamt 1) | 1                                      | Queens of the Stone Age                | …Like Clockwork                                               | –                         |
| 29. Juni 2013 – 5. Juli 2013 1 Woche (insgesamt 1) | 1                                      | Black Sabbath                          | 13                                                            | –                         |
| 6. Juli 2013 – 12. Juli 2013 1 Woche (insgesamt 1) | 1                                      | Kanye West                             | Yeezus                                                        | –                         |
| 13. Juli 2013 – 19. Juli 2013 1 Woche (insgesamt 1) | 1                                      | Wale                                   | The Gifted                                                    | –                         |
| 20. Juli 2013 – 26. Juli 2013 1 Woche (insgesamt 1) | 1                                      | J. Cole                                | Born Sinner                                                   | –                         |
| 27. Juli 2013 – 9. August 2013 2 Wochen (insgesamt 2) | 2                                      | Jay-Z                                  | Magna Carta Holy Grail                                        | –                         |
| 10. August 2013 – 16. August 2013 1 Woche (insgesamt 1) | 1                                      | Selena Gomez                           | Stars Dance                                                   | –                         |
| 17. August 2013 – 23. August 2013 1 Woche (insgesamt 1) | 1                                      | Robin Thicke                           | Blurred Lines                                                 | –                         |
| 24. August 2013 – 30. August 2013 1 Woche (insgesamt 1) | 1                                      | The Civil Wars                         | The Civil Wars                                                | –                         |
| 31. August 2013 – 13. September 2013 2 Wochen (insgesamt 2) | 2                                      | Luke Bryan                             | Crash My Party                                                | –                         |
| 14. September 2013 – 20. September 2013 1 Woche (insgesamt 1) | 1                                      | Avenged Sevenfold                      | Hail to the King                                              | –                         |
| 21. September 2013 – 27. September 2013 1 Woche (insgesamt 1) | 1                                      | Ariana Grande                          | Yours Truly                                                   | –                         |
| 28. September 2013 – 4. Oktober 2013 1 Woche (insgesamt 1) | 1                                      | Keith Urban                            | Fuse                                                          | –                         |
| 5. Oktober 2013 – 11. Oktober 2013 1 Woche (insgesamt 1) | 1                                      | Jack Johnson                           | From Here to Now to You                                       | –                         |
| 12. Oktober 2013 – 18. Oktober 2013 1 Woche (insgesamt 1) | 1                                      | Drake                                  | Nothing Was the Same                                          | –                         |
| 19. Oktober 2013 – 25. Oktober 2013 1 Woche (insgesamt 1) | 1                                      | Justin Timberlake                      | The 20/20 Experience – 2 of 2                                 | –                         |
| 26. Oktober 2013 – 1. November 2013 1 Woche (insgesamt 1) | 1                                      | Miley Cyrus                            | Bangerz                                                       | –                         |
| 2. November 2013 – 8. November 2013 1 Woche (insgesamt 1) | 1                                      | Pearl Jam                              | Lightning Bolt                                                | –                         |
| 9. November 2013 – 15. November 2013 1 Woche (insgesamt 1) | 1                                      | Katy Perry                             | Prism                                                         | –                         |
| 16. November 2013 – 22. November 2013 1 Woche (insgesamt 1) | 1                                      | Arcade Fire                            | Reflektor                                                     | –                         |
| 23. November 2013 – 29. November 2013 1 Woche (insgesamt 1) | 1                                      | Eminem                                 | The Marshall Mathers LP 2                                     | –                         |
| 30. November 2013 – 6. Dezember 2013 1 Woche (insgesamt 1) | 1                                      | Lady Gaga                              | Artpop                                                        | –                         |
| 7. Dezember 2013 – 13. Dezember 2013 1 Woche (insgesamt 2) | 2                                      | Eminem                                 | The Marshall Mathers LP 2                                     | –                         |
| 14. Dezember 2013 – 20. Dezember 2013 1 Woche (insgesamt 1) | 1                                      | One Direction                          | Midnight Memories                                             | –                         |
| 21. Dezember 2013 – 27. Dezember 2013 1 Woche (insgesamt 1) | 1                                      | Garth Brooks                           | Blame It All on My Roots: Five Decades of Influences          | –                         |

## Jahreshitparaden
| ← 2012 ← | Liste der Nummer-eins-Hits in den USA | Liste der Nummer-eins-Hits in den USA      | Liste der Nummer-eins-Hits in den USA | 2014 →   |
| \| Singles \| Position# \| Alben \| \| --------------------------------------------------------------------------------------------------------------------------------------------------------------- \| --------- \| ------------------------------------------ \| \| Thrift Shop Macklemore & Ryan Lewis feat. Wanz Ben Haggerty, Ryan Lewis \| 1 \| The 20/20 Experience Justin Timberlake \| \| Blurred Lines Robin Thicke feat. T.I. & Pharrell Robin Thicke, Pharrell Williams, Clifford Harris, Jr., Marvin Gaye \| 2 \| Red Taylor Swift \| \| Radioactive Imagine Dragons Alexander Grant, Ben McKee, Josh Mosser, Daniel Platzman, Dan Reynolds, Wayne Sermon \| 3 \| Take Me Home One Direction \| \| Harlem Shake Baauer Harry Rodrigues \| 4 \| Unorthodox Jukebox Bruno Mars \| \| Can’t Hold Us Macklemore & Ryan Lewis feat. Ray Dalton Ben Haggerty, Ryan Lewis, Ray Dalton \| 5 \| Babel Mumford & Sons \| \| Mirrors Justin Timberlake Justin R. Timberlake, Timothy Z. Mosley, Garland Waverly Mosley, Leslie Jerome Harmon, James Edward Fauntleroy, Christopher L. Godbey \| 6 \| Night Visions Imagine Dragons \| \| Just Give Me a Reason Pink feat. Nate Ruess Pink, Jeff Bhasker, Nate Ruess \| 7 \| Here’s the Good Times Florida Georgia Line \| \| When I Was Your Man Bruno Mars Bruno Mars, Philip Lawrence, Ari Levine, Andrew Wyatt \| 8 \| The Truth About Love Pink \| \| Cruise Florida Georgia Line Brian Kelley, Tyler Hubbard, Joey Moi, Chase Rice, Jesse Rice \| 9 \| Crash My Party Luke Bryan \| \| Roar Katy Perry Katy Perry, Lukasz Gottwald, Max Martin, Bonnie McKee, Henry Walter \| 10 \| Unapologetic Rihanna \| |                                       |                                            |                                       |          |
| ← 2012 |                                       |                                            |                                       | → 2014 → |
| Singles | Position#                             | Alben                                      |                                       |          |
| Thrift Shop Macklemore & Ryan Lewis feat. Wanz Ben Haggerty, Ryan Lewis | 1                                     | The 20/20 Experience Justin Timberlake     |                                       |          |
| Blurred Lines Robin Thicke feat. T.I. & Pharrell Robin Thicke, Pharrell Williams, Clifford Harris, Jr., Marvin Gaye | 2                                     | Red Taylor Swift                           |                                       |          |
| Radioactive Imagine Dragons Alexander Grant, Ben McKee, Josh Mosser, Daniel Platzman, Dan Reynolds, Wayne Sermon | 3                                     | Take Me Home One Direction                 |                                       |          |
| Harlem Shake Baauer Harry Rodrigues | 4                                     | Unorthodox Jukebox Bruno Mars              |                                       |          |
| Can’t Hold Us Macklemore & Ryan Lewis feat. Ray Dalton Ben Haggerty, Ryan Lewis, Ray Dalton | 5                                     | Babel Mumford & Sons                       |                                       |          |
| Mirrors Justin Timberlake Justin R. Timberlake, Timothy Z. Mosley, Garland Waverly Mosley, Leslie Jerome Harmon, James Edward Fauntleroy, Christopher L. Godbey | 6                                     | Night Visions Imagine Dragons              |                                       |          |
| Just Give Me a Reason Pink feat. Nate Ruess Pink, Jeff Bhasker, Nate Ruess | 7                                     | Here’s the Good Times Florida Georgia Line |                                       |          |
| When I Was Your Man Bruno Mars Bruno Mars, Philip Lawrence, Ari Levine, Andrew Wyatt | 8                                     | The Truth About Love Pink                  |                                       |          |
| Cruise Florida Georgia Line Brian Kelley, Tyler Hubbard, Joey Moi, Chase Rice, Jesse Rice | 9                                     | Crash My Party Luke Bryan                  |                                       |          |
| Roar Katy Perry Katy Perry, Lukasz Gottwald, Max Martin, Bonnie McKee, Henry Walter | 10                                    | Unapologetic Rihanna                       |                                       |          |